# Verena Westphal
Verena Westphal (* 30. Mai 1989 in Stade) ist eine deutsche Animations- und Grafikdesignerin. 
Westphal studierte Kommunikationsdesign an der HAW Hamburg und schloss 2014 mit dem Grad eines Bachelor of Arts ab. Seither arbeitet sie als Animations- und Grafikdesignerin.
Als Abschlussarbeit an der HAW entstand der animierte Kurzfilm Sry bsy, für den sie unter anderem mit dem Medienkunstpreis der deutschen Filmkritik, dem Foresight Award und dem Jurypreis der Videonale 2016 ausgezeichnet wurde.

## Filmografie
- 2015: Sry bsy